# Вулиця Михайла Драй-Хмари
Ву́лиця Миха́йла Драй-Хма́ри — вулиця у Святошинському районі міста Києва, селище Жовтневе. Пролягає від вулиці Тараса Бульби-Боровця до Жмеринської вулиці.
Прилучаються вулиці Петра Дорошенка і вулиці Академіка Біляшівського.

## Історія
Виникла в середині XX століття, мала назву вулиця Ватутіна, на честь радянського військового діяча, генерала Миколи Ватутіна. 
З 1965 року мала назву вулиця Маршала Тухачевського, на честь радянського військового діяча, маршала Михайла Тухачевського.
Сучасна назва на честь українського поета, літературознавця, перекладача Михайла Драй-Хмари — з 2016 року.
Після побудови в 2010 році багатоповерхового будинку № 44 наявна перерва в проляганні вулиці між вулицями Академіка Біляшівського і Жмеринською.